# Kippen
Kippen (An Ceapan in lingua gaelica scozzese) è una località della Scozia, situata nell'area di consiglio di Stirling.